# Nowy Waliszów

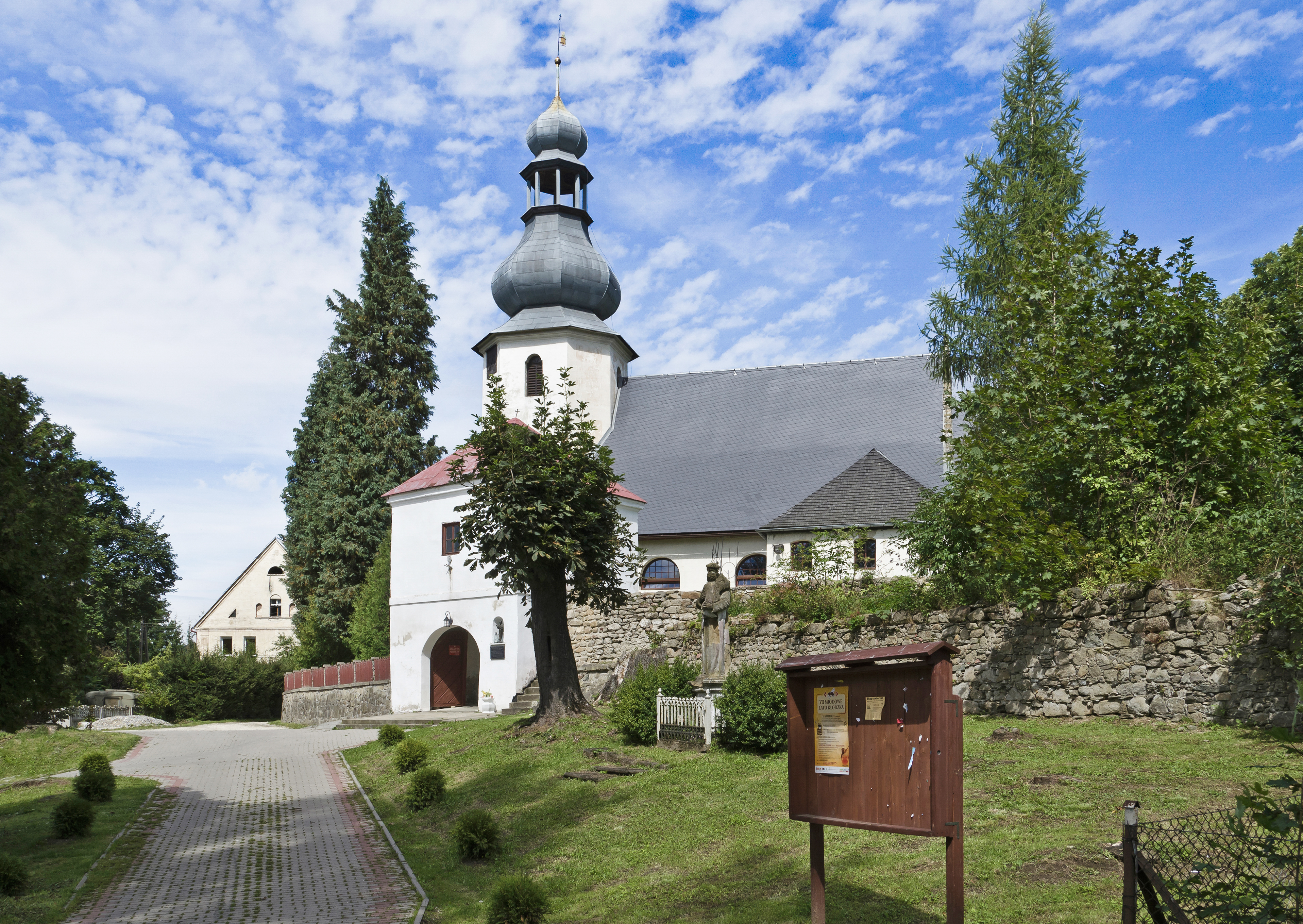
St.-Nikolaus-Kirche

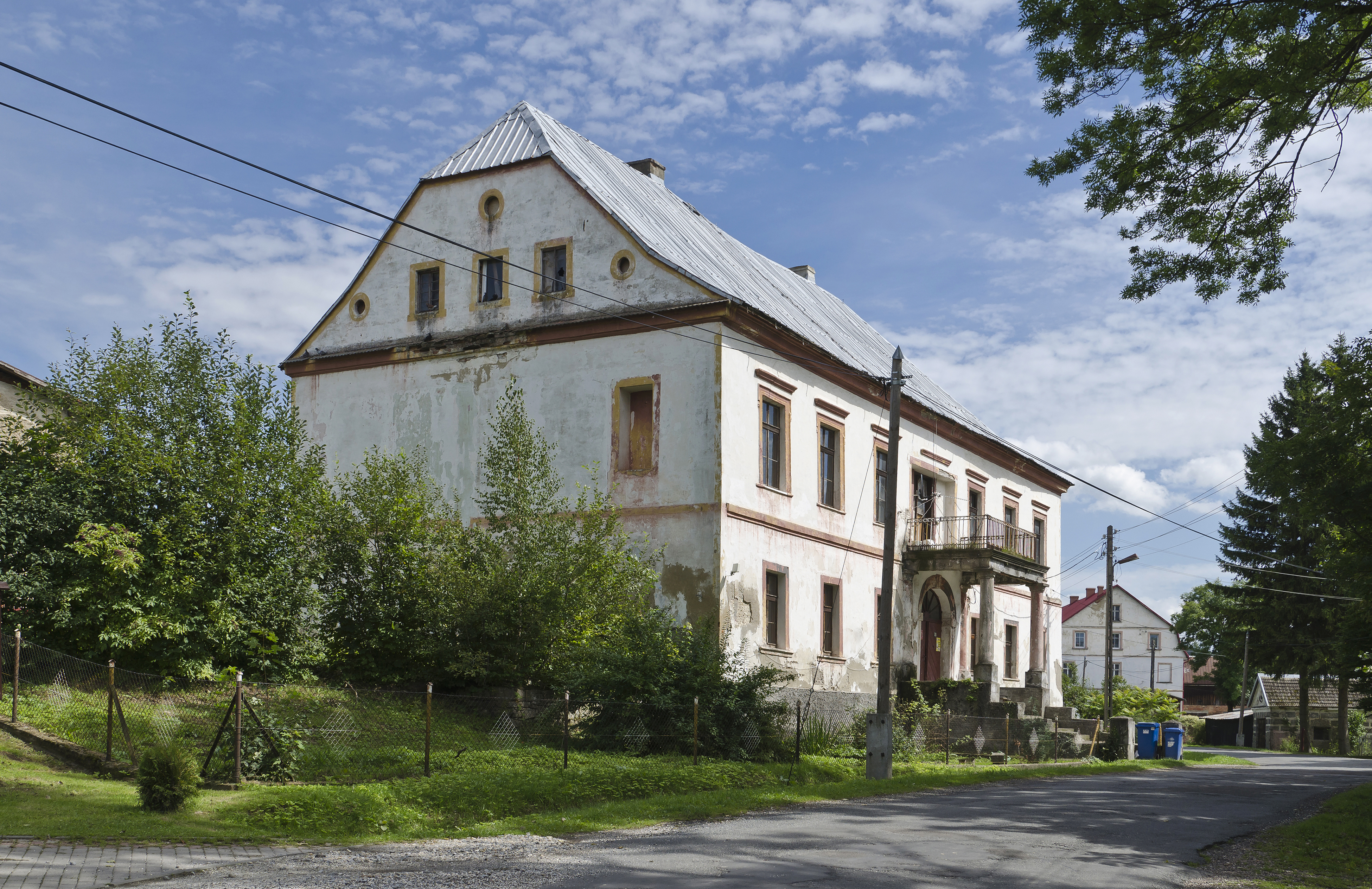
Ehemaliger Gutshof

Nowy Waliszów (deutsch: Neu Waltersdorf, auch Neuwaltersdorf) ist ein Ort in der Stadt- und Landgemeinde Bystrzyca Kłodzka im Powiat Kłodzki der Woiwodschaft Niederschlesien in Polen. Es liegt sechs Kilometer östlich von Bystrzyca Kłodzka (Habelschwerdt).

## Geographie
Nowy Waliszów liegt im Südosten des Glatzer Kessels in den nördlichen Ausläufern des Glatzer Schneegebirges. Nachbarorte sind Ołdrzychowice Kłodzkie (Ullersdorf) und Romanowo (Raumnitz) im Norden, Konradów (Konradswalde) im Osten, Kamienna (Steingrund) im Südosten, Idzików (Kieslinsgswalde) und Pławnica (Plomnitz) im Südwesten und Stary Waliszów (Alt Waltersdorf) im Nordwesten.

## Geschichte
Das spätere Neuwaltersdorf wurde erstmals 1336 als „das obirste Walthersdorff“ schriftlich erwähnt und lateinisch als „Waltheri villa“ bezeichnet. Es gehörte zum Habelschwerdter Distrikt im Glatzer Land, mit dem es die Geschichte seiner politischen und kirchlichen Zugehörigkeit von Anfang an teilte. Um die Mitte des 14. Jahrhunderts gehörte es dem Titz von Pannwitz, dem 1359 sein gleichnamiger Sohn folgte. Für 1384 ist die St.-Nikolaus-Kirche nachgewiesen, die damals eine Filialkirche von Altwaltersdorf war und 1389 zur Pfarrkirche erhoben wurde. Es nicht bekannt, wann Neuwaltersdorf als erledigtes Lehen durch Heimfall an den böhmischen Landesherrn zurückfiel. 1684 verkaufte es die Böhmische Kammer zusammen mit dem Bierverlag, dem Jagdrecht und den Obergerichten sowie dem Kirchenlehen dem Johann Julius von Frobel, dem bereits das Freirichtergut gehörte, das er mit dem neu erworbenen Dominialanteil verband, wodurch das ganze Dorf unter einem Besitzer vereint war. Beim Verkauf bestand es aus 31 Bauern, 7 Feldgärtnern, 43 Auenhäuslern und vier robotfreien Häuslern. Nach dessen Tod 1709 erbte Neuwaltersdorf sein mittlerer Sohn Johann Heinrich von Frobel, der es 1715 nach Erlangung der Volljährigkeit in Besitz nahm. Er erbaute das Schloss in Neuwaltersdorf und erlangte 1763 von seinem Bruder Johann Anton von Frobel auch das Gut Konradswalde. Nach Johann Heinrichs Tod 1764 erbte Neuwaltersdorf und Konradswalde sein Sohn Johann Karl von Frobel. 
Nach dem Ersten Schlesischen Krieg 1742 und endgültig mit dem Hubertusburger Frieden 1763 fiel Neuwaltersdorf zusammen mit der Grafschaft Glatz an Preußen. 1789 starb Johann Karl von Frobel, und Neuwaltersdorf sowie Konradswalde erbte dessen einziger Sohn, der königlich preußische Hauptmann Johann Nepomuk von Frobel. Er verkaufte Neuwaltersdorf 1794 dem preußischen Obristwachtmeister der Kavallerie Gisbert Freiherr von der Hemm und Hemmstein, dem der Kauf im Juli d. J. von der Breslauer Oberamtsregierung bestätigt wurde. Dieser erkaufte in den folgenden Jahren auch drei Anteile von Kieslingswalde und verkaufte Neuwaltersdorf und Konradswalde am 5. August 1800 dem Amtsrat Franz Hofmann auf Eisersdorf. 
Für Anfang des 19. Jahrhunderts sind nachgewiesen: Eine Pfarrkirche, ein Pfarrhaus, ein Schulgebäude, ein herrschaftliches Schloss mit einem Vorwerk, ein Kretscham, drei Mehlmühlen, eine Brettmühle und 30 Dienstbauern sowie 132 Gärtner und Häusler. Unter den damals 960 Einwohnern waren je ein Brauer, Bäcker, Fleischer, Schneider, Schuhmacher, Schmied und Binder.
Nach der Neugliederung Preußens gehörte Neuwaltersdorf ab 1815 zur Provinz Schlesien und war zunächst dem Landkreis Glatz und ab 1818 dem neu geschaffenen Landkreis Habelschwerdt eingegliedert, mit dem es bis 1945 verbunden blieb. 1874 wurde aus den Landgemeinden Konradswalde und Neu Waltersdorf sowie den Gutsbezirken Konradswalde und Neu Waltersdorf der Amtsbezirk Neu Waltersdorf gebildet. 1939 wurden 900 Einwohner gezählt.
Als Folge des Zweiten Weltkriegs fiel Neu Waltersdorf 1945 mit dem größten Teil Schlesiens an Polen und wurde in Nowy Waliszów umbenannt. Die deutsche Bevölkerung wurde vertrieben. Die neu angesiedelten Bewohner waren teilweise Zwangsumgesiedelte aus Ostpolen, das an die Sowjetunion gefallen war. 1975–1998 gehörte Nowy Waliszów zur Woiwodschaft Wałbrzych (Waldenburg).

### Freirichtergut
Der erste namentlich bekannte Freirichter von Neuwaltersdorf war ein Niklas (Nikolaus), der es 1344 dem Bernhard von Podetyn verkaufte, dem vermutlich auch ein Anteil in Kieslingswalde gehörte. Um 1400 war das Freirichtergut im Besitz des Hans Kolbe, dem 1412 sein Sohn Niklas Kolbe folgte. 1434 gelangte es an Stephan Weyser und 1480 Hans Riedel, bei dessen Nachkommen es bis 1544 verblieb. In diesem Jahre erwarb es Hans Seliger, dem 1553 sein Sohn Christoph Seliger folgte, von dem es Balthasar Riedel erwarb. Dessen Witwe heiratete den Jacob Straube, der für 1602 als Freirichter verzeichnet ist. Wegen seiner Beteiligung am Böhmischen Ständeaufstand von 1618 wurde er 1625 zu einer Geldstrafe verurteilt und starb kurz danach. Seine Witwe und die Miterben verkauften das Richtergut Neuwaltersdorf 1626 dem Georg Oertel aus Heinrichswalde, der mit einer Tochter des Jacob Straube verheiratet war. Es verkaufte das Richtergut im selben Jahre dem Niklas Hofmann, nach dessen Tod es von den Vormündern seiner Kinder, dem landesherrlichen Leutnant Johann Döhm verkauft wurde, von dem es 1649 der Obristwachtmeister der Glatzer Garnison, Heinrich von Frobel, erwarb. Nach seinem Tod 1672 erhielt das Freirichtergut Neuwaltersdorf sein zweitgeborener Sohn Johann Franz von Frobel. Da dieser 1675 ohne Nachkommen starb, erbte es dessen älterer Bruder Johann Julius, dem bereits das Gut in Kunzendorf gehörte. Nachfolgend verkaufte er das Kunzendorfer Gut und erwarb 1684 von der landesherrlichen Versteigerungskommission den Neuwaltersdorfer Dominialanteil, mit dem er sein Freirichtergut verband. Anstelle des Freirichterguts wurde ein herrschaftliches Vorwerk errichtet.

## Sehenswürdigkeiten
- Die St.-Nikolaus-Kirche wurde 1384 als Filialkirche erwähnt und 1389 zur Pfarrkirche erhoben. Sie stammt aus dem Anfang des 16. Jahrhunderts und wurde nach dem Dreißigjährigen Krieg wieder aufgebaut und 1690–1691 verlängert. Die Innenausstattung stammt überwiegend aus dem 18. Jahrhundert. Die Kanzel mit Reliefs der Kirchenväter wurde im letzten Viertel des 18. Jahrhunderts geschaffen. Sie wird Michael Klahr d. J. zugeschrieben. Die Kirche ist von einer Mauer mit einem Torhaus von 1723 umgeben.
- Neben der Kirche steht der ehemalige Herrenhof aus der ersten Hälfte des 18. Jahrhunderts.